# Ricardo Santa Cruz Vargas
Ricardo Santa Cruz y Vargas (1847-1880) fue un militar chileno del siglo XIX. Héroe de la Guerra del Pacífico.

## Biografía
Perteneciente a la Casa Troncal de los Doce Linajes de Soria, España, nació en la hacienda de sus padres en Cartagena, actual Provincia de San Antonio, el 6 de julio de 1847, siendo bautizado el la parroquia de "Lo Abarca" como hijo legítimo de Joaquín de Santa Cruz y Carrillo de Albornoz y de Mercedes de Vargas y Vargas. Fue hermano de Joaquín Santa Cruz Vargas, senador de la República, y de Vicente Santa Cruz Vargas, diputado de la República y ministro del Interior.

## Trayectoria militar

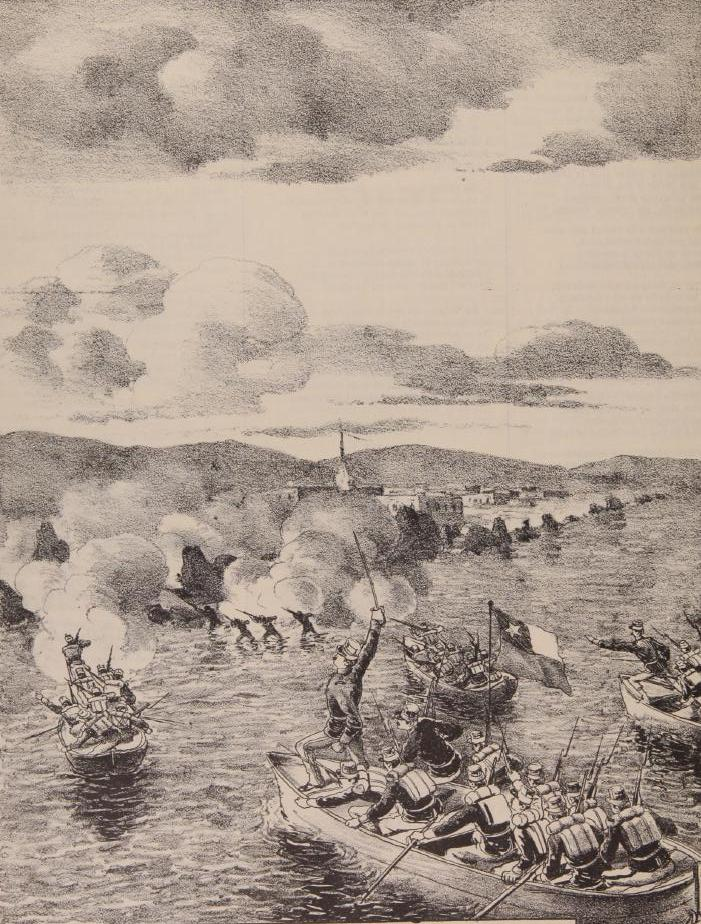
Desembarco de Pisagua

Ingresó a la Escuela Militar del Libertador Bernardo O'Higgins en 1861, graduándose como alférez del arma de Infantería en 1865.
Su primera destinación fue el "Batallón 2.º de Línea". Tomó parte en la campaña de Caldera junto a Eleuterio Ramírez, durante el desarrollo de la Guerra contra España en 1866. Posteriormente fue destinado a la Araucanía, permaneciendo en la Frontera entre los años 1866 y 1869.
Ya de regreso en Santiago en 1874, fue profesor en la Escuela Militar. En 1877 fue nombrado como Comandante del Regimiento "Zapadores", a cargo del cual partió nuevamente a la Frontera a combatir a los indígenas.
Profundo estudioso de las tácticas europeas de guerra, luchó por imponerlas en el Ejército de Chile, que ya se estaba organizando en el Norte del país. Admirador del empleo de unidades ligeras del Real Ejército Británico, adaptó sus tácticas a su unidad.
Durante la Guerra del Pacífico se halló en la toma de Pisagua, en la batalla de Tarapacá y en la batalla de Tacna, acción esta última donde fue herido de gravedad falleciendo al día siguiente, habiéndose distinguido por su valor ejemplar en el campo de batalla.
Fue gran amigo de otro bravo compañero de armas, Domingo de Toro Herrera.

## Honores y distinciones
Una calle de Cartagena lleva su nombre y en 2007 se inauguró una estatua suya en la plaza que se bautizó con su nombre. La calle principal de Traiguén, también lleva su nombre.

## Familia y descendencia
Contrajo matrimonio en Santiago con Magdalena Argomedo y Urzúa —hija de José Tomás Argomedo y González (hijo a su vez de José Gregorio de Argomedo y Montero del Águila) y de Margarita Urzúa y Rodríguez—, con quien tuvo tres hijos:
- 1. Federico Alfredo Santa Cruz y Argomedo, abogado de la Universidad de Chile y juez del foro santiaguino, casado con Marta Birón y Gadal.
- 2. Ricardo Camilo Santa Cruz y Argomedo.
- 3. María Elena Santa Cruz y Argomedo.